# العلاقات النيجرية البلجيكية
العلاقات النيجرية البلجيكية هي العلاقات الثنائية التي تجمع بين النيجر وبلجيكا.

## مقارنة بين البلدين
هذه مقارنة عامة ومرجعية للدولتين:
| وجه المقارنة                                              | النيجر          | بلجيكا                                                                              |
| --------------------------------------------------------- | --------------- | ----------------------------------------------------------------------------------- |
| المساحة (كم2)                                             | 1.27 مليون      | 30.53 ألف                                                                           |
| عدد السكان (نسمة)                                         | 21.48 مليون     | 11.37 مليون                                                                         |
| الكثافة السكانية (ن./كم²)                                 | 16.91           | 372.42                                                                              |
| العاصمة                                                   | نيامي           | بروكسل                                                                              |
| اللغة الرسمية                                             | لغة فرنسية      | اللغة الهولندية، لغة فرنسية، اللغة الألمانية                                        |
| العملة                                                    | فرنك غرب أفريقي | يورو، فرنك بلجيكي                                                                   |
| الناتج المحلي الإجمالي (بليون دولار)                      | 8.12 مليار      | 492.68 مليار                                                                        |
| الناتج المحلي الإجمالي (تعادل القوة الشرائية) بليون دولار | 19.01 مليار     | 514.74 مليار                                                                        |
| الناتج المحلي الإجمالي الاسمي للفرد دولار أمريكي          | 358             | 40.32 ألف                                                                           |
| الناتج المحلي الإجمالي للفرد دولار أمريكي                 | 938             | 43.44 ألف                                                                           |
| مؤشر التنمية البشرية                                      | 0.348           | 0.890                                                                               |
| رمز المكالمات الدولي                                      | +227            | +32                                                                                 |
| رمز الإنترنت                                              | .ne             | .be                                                                                 |
| المنطقة الزمنية                                           | ت ع م+01:00     | توقيت وسط أوروبا، ت ع م+01:00، ت ع م+02:00، توقيت وسط أوروبا الصيفي، أوروبا/بروكسل ‏ |

## منظمات دولية مشتركة
يشترك البلدان في عضوية مجموعة من المنظمات الدولية، منها:
| علم المنظمة | اسم المنظمة                               | تاريخ انضمام النيجر | تاريخ انضمام بلجيكا |
| ----------- | ----------------------------------------- | ------------------- | ------------------- |
|             | الاتحاد البريدي العالمي                   | ?                   | ?                   |
|             | مؤسسة التنمية الدولية                     | 24 أبريل 1963       | 2 يوليو 1964        |
|             | منظمة حظر الأسلحة الكيميائية              | ?                   | ?                   |
|             | منظمة التجارة العالمية                    | ?                   | ?                   |
|             | الأمم المتحدة                             | 20 سبتمبر 1960      | 27 ديسمبر 1945      |
|             | وكالة ضمان الاستثمار متعدد الأطراف        | 10 مايو 2012        | 18 سبتمبر 1992      |
|             | منظمة الشرطة الجنائية الدولية             | ?                   | ?                   |
|             | مؤسسة التمويل الدولية                     | 7 يناير 1980        | 27 ديسمبر 1956      |
|             | الاتحاد الدولي للاتصالات                  | 14 نوفمبر 1960      | 1866                |
|             | البنك الدولي للإنشاء والتعمير             | 24 أبريل 1963       | 27 ديسمبر 1945      |
|             | البنك الإفريقي للتنمية                    | ?                   | ?                   |
|             | الفريق المعني برصد الأرض                  | ?                   | ?                   |
|             | المركز الدولي لتسوية المنازعات الاستشارية | 14 ديسمبر 1966      | 26 سبتمبر 1970      |
|             | يونسكو                                    | 10 نوفمبر 1960      | 29 نوفمبر 1946      |

## وصلات خارجية
- موقع وزارة الخارجية البلجيكية